# Basquetebol do Botafogo de Futebol e Regatas
O Basquetebol do Botafogo de Futebol e Regatas é o departamento de basquetebol do clube poliesportivo brasileiro homônimo, sediado na cidade do Rio de Janeiro, no Rio de Janeiro. Ele é mais conhecido como Botafogo Basquete ou simplesmente Botafogo. 
Sua maior conquista foi a Liga Sulamericana em 2019, na ocasião, derrotando o Corinthians.

## Basquete masculino

### História
O basquete alvinegro começou a ganhar seus primeiros títulos na década de 1930, quando o Botafogo Football Club conquistou todas as edições do campeonato organizado pela Associação Metropolitana de Basketball (AMB), de 1933 a 1937, além do estadual de 1939 organizado pela Liga Carioca de Basketball, também disputado pelo Club de Regatas Botafogo. O título de 1939 foi o primeiro estadual do Botafogo, uma vez que a FBERJ não reconhce e não contabiliza os campeonatos da AMB como oficiais.
Na década seguinte, os dois clubes se uniriam por conta de uma tragédia ocorrida justamente em um jogo de basquete entre eles. Em 1942, em confronto do Campeonato Carioca, o atleta Armando Albano, um dos principais cestinhas do Botafogo Football Club e da Seleção Brasileira, sofreu um mal súbito em quadra. Após o jogador ser levado ao vestiário, a partida recomeçou, mas logo a notícia de sua morte interrompeu o confronto, que marcava 23–21 para o clube de futebol. Envoltos em uma profunda atmosfera de comoção após a tragédia, os presidentes Eduardo Góis Trindade, do futebol, e Augusto Frederico Schmidt, do remo, promoveram a união dos clubes, oficializada no dia 8 de dezembro daquele ano.
Nos anos 1960, já sob a alcunha Botafogo de Futebol e Regatas, o time foi tricampeão estadual em 1966, 1967 e 1968. No segundo ano em questão, o Botafogo ainda entrou para a história como o primeiro clube carioca a se tornar campeão nacional de basquete ao conquistar a Taça Brasil de 1967, o Campeonato Brasileiro à época, após derrotar o Corinthians na final, por 85 a 84.
Com o título brasileiro, o Botafogo garantiu vaga para disputar a edição extra do Campeonato Sul-Americano de Clubes de 1967, no Chile. O time de General Severiano terminou o torneio na terceira colocação. Logo depois do certame, o Glorioso demonstrou interesse em sediar outra edição do Sul-Americano, esta considerada a oficial, que estava prevista para ocorrer no mesmo ano. Contudo, por falta de concorrentes, a segunda edição do torneio em 1967 não aconteceu. Assim, o Botafogo foi declarado o representante da América do Sul para o Campeonato Mundial Interclubes (Copa Intercontinental) de 1968, nos Estados Unidos. O clube carioca ficou com a quarta colocação no Mundial, após ser suplantado nas duas partidas que realizou. Na semifinal, foi derrotado pelo norte-americano Akron Wingfoots, e na disputa pelo terceiro lugar sucumbiu diante do Olimpia Milão, da Itália.
Depois de mais de vinte anos em crise financeira e sem conquistas na modalidade, o Botafogo voltou a celebrar um título em 1991, ao derrotar o Flamengo nos dois jogos da final para sagrar-se campeão estadual. No Campeonato Nacional de 2001, o time botafoguense fez uma grande campanha. Depois de terminar a fase de classificação na liderança, enfrentou o Fluminense nas quartas e venceu a série por três jogos a zero. Na semifinal, foi superado pelo COC/Ribeirão Preto por 3 a 2, após cinco jogos muito disputados e acirrados. Ao término do Campeonato Carioca de 2002, o departamento acabou sendo encerrado devido aos problemas financeiros enfrentados pelo clube, mesmo após a terceira colocação no Campeonato Nacional do ano anterior.
O retorno ao basquetebol profissional só aconteceu em 2015. Dois anos depois, o Glorioso faturou o título da Liga Ouro, antiga competição equivalente à segunda divisão do basquete brasileiro, e conquistou o acesso para o NBB. No retorno à elite do Brasileiro após 17 anos, o Fogão chegou aos playoffs do NBB 2017-18, sendo eliminado na série oitavas de final pelo Caxias do Sul por 3 a 0.
No NBB 18-19, o Botafogo foi a grande sensação do torneio. Após garantir a sexta colocação na fase de classificação, o time carioca enfrentou o São José nas oitavas e passou com tranquilidade na série melhor de três, ao fazer 2 a 0. Nas quartas, o Glorioso enfrentou o Pinheiros. O playoff foi muito equilibrado e disputado. A classificação veio apenas no jogo cinco, em São Paulo. Com a vitória na série por 3 a 2, o Fogão voltou a uma semifinal de Campeonato Brasileiro após 18 anos. O adversário seria o Flamengo, um time com um investimento muito maior. Apesar da disparidade entre as equipes, o Botafogo endureceu os jogos do playoff semifinal contra o rival, porém acabou sendo eliminado por 3 a 1. Graças ao 4.º lugar no NBB, o Botafogo conquistou a vaga inédita para a Liga Sul-Americana de 2019.
Participando pela primeira vez da Liga Sul-Americana, o Botafogo obteve duas vitórias e uma derrota na primeira fase e conseguiu avançar à semifinal da competição. Na segunda etapa do torneio, o Fogão fez jogos memoráveis. Primeiro, venceu o Salta Basket (ARG) por 62 a 61, com uma bola no último segundo. Após derrotar o Nacional (URU) na partida seguinte, o time de General Severiano enfrentaria o anfitrião Ciclista Olímpico, da Argentina, em busca da vaga na decisão. Ao término do terceiro quarto, o Botafogo estava 17 pontos atrás no placar. Foi então que a equipe se superou e, com muita determinação e fibra, virou o jogo e classificou-se para a final. Para ficar com a taça, o Bota teria de superar o Corinthians. No jogo um, no Rio, vitória corintiana por 88 a 74. Novamente, os botafogenses demonstraram um grande poder de superação e entrega. O time venceu a segunda partida por 74 a 64 e também o terceiro e decisivo embate por 74 a 70, ambos no ginásio Wlamir Marques, e conquistou o seu primeiro título internacional no basquete.
A temporada 19-20 da equipe foi encerrada quando a Liga Nacional de Basquete definiu o cancelamento do NBB, devido à pandemia de COVID-19. Após o término abrupto do Campeonato Brasileiro, a diretoria do clube informou que desativaria o basquete adulto do clube, por causa dos graves problemas financeiros e estruturais que afetam o Botafogo. Porém, graças a mobilização de alguns torcedores através do movimento "Juntos Pelo Basquete", o departamento de basquete passou por reformulações e sob nova administração (Associação Botafogo Olímpico) manteve-se em atividade. Devido as dívidas acumuladas na temporada anterior e ainda em reestruturação financeira, o Botafogo não conseguiu comprovar o "livro de dívidas" zerado, que é uma declaração de cada um dos jogadores da temporada passada afirmando que o clube quitou salários e direitos de imagem da temporada passada. Diante disso, a associação de atletas e diversos times não aceitaram a participação do Botafogo no Novo Basquete Brasil. A equipe também teria ficando de fora da Champions League Américas (competição cuja vaga havia sido consquistada com o título da Liga Sul-Americana) por não conseguir enviar a documentação necessária e comprovar financeiramente que poderia jogar a competição. Em compensação, o time de General Severiano confirmou a participação no Campeonato Brasileiro de Clubes CBB, a segunda divisão nacional, para a temporada 2020-21.

### Principais títulos
| Continentais                        | Continentais | Continentais                                                |
| Competição                          | Títulos      | Temporadas                                                  |
| ----------------------------------- | ------------ | ----------------------------------------------------------- |
| Liga Sul-Americana                  | 1            | 2019                                                        |
| Nacionais                           |              |                                                             |
| Competição                          | Títulos      | Temporadas                                                  |
| Campeonato Brasileiro               | 1            | 1967                                                        |
| Campeonato Brasileiro - 2.ª Divisão | 1            | 2017                                                        |
| Estaduais                           |              |                                                             |
| Competição                          | Títulos      | Temporadas                                                  |
| Campeonato Carioca                  | 10           | 1939, 1942, 1943, 1944, 1945, 1947, 1966, 1967, 1968 e 1991 |
| Campeonato Carioca - 2ª Divisão     | 2            | 1939 e 1941                                                 |
| Torneio Carioca                     | 2            | 2015 e 2016                                                 |
| Taça Kanela                         | 2            | 1996 e 1998                                                 |
| Torneio Rio-Open                    | 1            | 2002                                                        |

#### Outros torneios
- Torneio de Apresentação do Campeonato Carioca: 7 vezes (1922, 1933, 1934, 1939, 1951, 1954 e 1965).
- Campeonato da Associação Metropolitana de Basketball: 5 vezes (1933, 1934, 1935, 1936 e 1937).
- Torneio Aberto: 2 vezes (1935 e 1942).
- Campeonato Estadual de 2º Quadros: 2 vezes (1939 e 1941).
- Campeonato Estadual Aspirantes: 2 vezes (1942 e 1944).
- Troféu Guilhermina Guinle: 1945.

### Campanhas de destaque
- Vice-campeão do Campeonato Carioca: 11 vezes (1934, 1937, 1941, 1946, 1951, 1965, 1973, 1999, 2000, 2018 e 2019).

### Últimas temporadas
- a  Com a criação da Champions League na temporada 2019-20, a Liga das Américas deixou de ser disputada.
- *Por conta da pandemia de COVID-19 a temporada foi cancelada. A posição refere-se à colocação da equipe ao término da fase de classificação, que serviu como colocação final, apesar de não ter sido declarado um campeão. O critério foi utilizado apenas para a distribuição de vagas em torneios internacionais.

Legenda:
| Campeão Vice-campeão | Classificado à Champions League Classificado à Liga das Américas Classificado à Liga Sul-Americana | Rebaixado à divisão inferior Promovido à divisão superior |

- NBB = Novo Basquete Brasil
- LO = Liga Ouro de Basquete
- SCB = Supercopa Brasil de Basquete
- CBC = Campeonato Brasileiro de Clubes CBB
- SD = Sem divisão

### Jogadores históricos
- Armando Albano
- Arnaldinho
- Aurélio
- Cauê Borges
- César
- Cianela
- Emil Rached
- Jamaal Smith
- José Oscar

- Luiz Felipe Azevedo
- Marcelinho Machado
- Murilo Becker
- PC
- Peixotinho
- Raimundo
- Sérgio Macarrão
- Waldir Boccardo

## Basquete feminino

### História
A primeira edição do Campeonato Carioca de Basquete Feminino foi disputada em 1952. Três anos depois, em 1955, o Botafogo conquistou seu primeiro título estadual entre as mulheres. O clube ainda foi vice-campeão nas temporadas de 1956 e 1959. Nos anos 1960, mais títulos: liderada por Martha, a equipe feminina sagrou-se tetracampeã estadual em 1960, 1961, 1962 e 1963.
Na década de 1990, elas voltaram a brilhar com o título estadual de 1995, além dos vice-campeonatos em 1993 e 1996. A última edição do Campeonato Carioca conquistada na categoria foi em 2006, e o clube encerrou as atividades em 2015.

### Títulos
| Estaduais          | Estaduais | Estaduais                                 |
| Competição         | Títulos   | Temporadas                                |
| ------------------ | --------- | ----------------------------------------- |
| Campeonato Carioca | 7         | 1955, 1960, 1961, 1962, 1963, 1995 e 2006 |

#### Outros torneios
- Torneio de Apresentação do Campeonato Carioca: 9 vezes (1950, 1951, 1957, 1959, 1961, 1962, 1963, 1964 e 1965)
- Copa Eugênia Borer: 3 vezes (1993, 1995 e 1996)
- Troféu Armando Albano: 1956